# MX2
MX2‏ (MX dynamin like GTPase 2) هوَ بروتين يُشَفر بواسطة جين MX2 في الإنسان.